# 熱のあとに
『熱のあとに』（ねつのあとに）は、2024年2月2日に公開された日本映画。監督は山本英、主演は橋本愛。PG12指定。
2019年に起きた新宿ホスト殺人未遂事件から着想を得ており、愛したホストを刺殺しようとした女が数年の服役後、彼女を受け入れてくれる男と結婚し、葛藤しながらも愛し方を模索していく姿が描かれる。
2023年10月に開催された第28回釜山国際映画祭ニューカレンツ部門でワールドプレミア上映がされた。
同年11月に開催された第24回東京フィルメックスのコンペティション部門でも上映されている。

## キャスト
小泉沙苗
演 - 橋本愛
愛したホスト・隼人を刺し殺そうとし、服役を経て事件から6年後にお見合いで健太と結婚する。
普通の生活に引き戻してくれる健太の優しさを感じているが、隼人への燃え上がるような思いも持ち続けている。
小泉健太
演 - 仲野太賀
沙苗の夫。沙苗の過去を知りながらも、お見合いで出会った沙苗との結婚に踏み切っている。
足立よしこ
演 - 木竜麻生
隣人。結婚間もない沙苗たちの前に突然現れ、親し気に接してくる謎めいた女性。
園田多美子
演 - 坂井真紀
沙苗の母親。沙苗と健太のお見合いに同席する。
藤井圭子
演 - 木野花
沙苗が通うメンタルクリニックのカウンセラー。
宇佐見美紀
演 - 鳴海唯
林業に従事する健太の同僚。
望月隼人
演 - 水上恒司
沙苗が過去に刺し殺そうとしたホスト。

## スタッフ
- 監督 - 山本英
- 脚本 - イ・ナウォン[1]
- エグゼクティブプロデューサー - 川村岬、定井勇二[2]
- プロデューサー - 山本晃久[2]
- アソシエイトプロデューサー - 天野恵子[2]
- ラインプロデューサー - 中川聡子[2]
- 音楽 - 岡田拓郎[2]
- 撮影 - 渡邉寿岳[7]
- 美術 - 松永桂子[7]
- 照明 - 及川凱世[7]
- 録音 - 織笠想真[7]
- 装飾 - 野村哲也[7]
- 編集 - 大川景子[2]
- 助監督 - 川井隼人[2]
- 衣装 / スタイリスト - 石原徳子、馬場恭子[2]
- ヘアメイクデザイン - 倉田明美[2]
- ヘアメイク - 山口かな子、タナカミホ[2]
- 小道具 - 五嶋望友、村山侑紀奈[2]
- スチール - 木村和平
- リレコーディングミキサー - 野村みき[2]
- サウンドエディター - 大保達哉[2]
- 助成 - 文化庁文化芸術振興費補助金（映画創造活動支援事業）独立行政法人日本芸術文化振興会
- 配給 - ビターズ・エンド
- 制作プロダクション - 日月舎[7]
- 製作 - ねこじゃらし[7]、ビターズ・エンド、日月舎